# Yamaha YS 125
Yamaha YS 125 – motocykl typu naked bike produkowany przez firmę Yamaha od  2017 roku. Model ten zastąpił w ofercie firmy poprzedni motocykl Yamaha YBR 125 w segmencie lekkich motocykli miejskich. Motocyklem można poruszać się w Polsce posiadając prawo jazdy kategorii A1 lub posiadając kategorię B od minimum 3 lat.